# Eurovision Song Contest 1961
Il sesto Gran Premio Eurovisione della Canzone si tenne a Cannes (Francia) il 18 marzo 1961.

## Storia
Nel 1961 tre nuovi paesi (Spagna, Finlandia e Jugoslavia) si aggiunsero al “Gran Premio dell'Eurovisione”, aumentando il numero dei partecipanti a sedici. Per la prima volta lo show si svolse di sabato sera. La scenografia fu molto più grande rispetto agli anni precedenti e decorata con fiori. Il “Gran Premio” fu vinto dal Lussemburgo con la canzone Nous les amoureux eseguita da Jean-Claude Pascal. Il Lussemburgo, in tal modo, conquistò la sua prima vittoria, ma la critica definì la canzone una “ninna nanna”. La rappresentante della Germania Ovest, Lale Anderson, sorprese tutti, cantando parte del suo brano in tedesco e parte in francese. È l'anno di Betty Curtis che rappresenta l'Italia con Al di là, classificandosi al quinto posto.

## Stati partecipanti

Stati partecipanti
| Stato                   | Artista            | Brano                       | Lingua       | Processo di selezione                          |
| ----------------------- | ------------------ | --------------------------- | ------------ | ---------------------------------------------- |
| Austria                 | Jimmy Makulis      | Sehnsucht                   | Tedesco      | Interno                                        |
| Belgio                  | Bob Benny          | September, gouden roos      | Olandese     | Eurosong 1961, 29 gennaio 1961                 |
| Danimarca               | Dario Campeotto    | Angelique                   | Danese       | Dansk Melodi Grand Prix 1961, 19 febbraio 1961 |
| Finlandia               | Laila Kinnunen     | Valoa ikkunassa             | Finlandese   | Euroviisukarsinta 1961, 12 febbraio 1961       |
| Francia (organizzatore) | Jean-Paul Mauric   | Printemps, avril carillonne | Francese     | Finale nazionale, 18 febbraio 1961             |
| Germania                | Lale Andersen      | Einmal sehen wir uns wieder | Tedesco      | Finale nazionale, 25 febbraio 1961             |
| Italia                  | Betty Curtis       | Al di là                    | Italiano     | Festival di Sanremo 1961, 6 febbraio 1961      |
| Jugoslavia              | Ljiljana Petrović  | Neke davne zvezde           | Serbo-Croato | Jugovizija 1961, 16 febbraio 1961              |
| Lussemburgo             | Jean-Claude Pascal | Nous les amoureux           | Francese     | Interno                                        |
| Norvegia                | Nora Brockstedt    | Sommer i Palma              | Norvegese    | Melodi Grand Prix 1961, 18 febbraio 1961       |
| Paesi Bassi             | Greetje Kauffeld   | Wat een dag                 | Olandese     | Interno                                        |
| Principato di Monaco    | Colette Deréal     | Allons, allons les enfants  | Francese     | Interno                                        |
| Regno Unito             | The Allisons       | Are You Sure?               | Inglese      | A Song For Europe 1961, 15 febbraio 1961       |
| Spagna                  | Conchita Bautista  | Estando contigo             | Spagnolo     | Finale nazionale                               |
| Svezia                  | Lill-Babs          | April, april                | Svedese      | Melodifestivalen 1961, 6 febbraio 1961         |
| Svizzera                | Franca Di Rienzo   | Nous aurons demain          | Francese     | Concours Eurovision 1961, 6 febbraio 1961      |

## Struttura di voto
Dieci membri della giuria per ogni paese partecipante che danno un punto alla canzone preferita.

## Orchestra
Diretta dai maestri: Francis Bay (Belgio), Øivind Bergh (Norvegia), Léo Chauliac (Lussemburgo), George de Godzinsky (Finlandia), Rafael Ferrer (Spagna), Gianfranco Intra (Italia), Raymond Lefèvre (Monaco), William Lind (Svezia), Kai Mortensen (Danimarca), Fernando Paggi (Svizzera), Franck Pourcel (Austria, Germania e Francia), Jozé Privsek (Jugoslavia), Harry Robinson (Regno Unito) e Dolf Van Der Linden (Paesi Bassi).

## Classifica
| N° | Stato                | Cantante           | Canzone                      | Punti | Posizione |
| -- | -------------------- | ------------------ | ---------------------------- | ----- | --------- |
| 01 | Spagna               | Conchita Bautista  | Estando Contigo              | 8     | 9         |
| 02 | Principato di Monaco | Colette Deréal     | Allons, Allons Les Enfants   | 6     | 10        |
| 03 | Austria              | Jimmy Makulis      | Sehnsucht                    | 1     | 15        |
| 04 | Finlandia            | Laila Kinnunen     | Valoa Ikkunassa              | 6     | 10        |
| 05 | Jugoslavia           | Ljiljana Petrović  | Neke Davne Zvezde            | 9     | 8         |
| 06 | Paesi Bassi          | Greetje Kauffeld   | Wat Een Dag                  | 6     | 10        |
| 07 | Svezia               | Lill-Babs          | April, April                 | 2     | 14        |
| 08 | Germania Ovest       | Lale Andersen      | Einmal Sehen Wir Uns Wieder  | 3     | 13        |
| 09 | Francia              | Jean-Paul Mauric   | Printemps (Avril Carillonne) | 13    | 4         |
| 10 | Svizzera             | Franca Di Rienzo   | Nous Aurons Demain           | 16    | 3         |
| 11 | Belgio               | Bob Benny          | September, Gouden Roos       | 1     | 15        |
| 12 | Norvegia             | Nora Brockstedt    | Sommer I Palma               | 10    | 7         |
| 13 | Danimarca            | Dario Campeotto    | Angelique                    | 12    | 5         |
| 14 | Lussemburgo          | Jean-Claude Pascal | Nous Les Amoureux            | 31    | 1         |
| 15 | Regno Unito          | The Allisons       | Are You Sure?                | 24    | 2         |
| 16 | Italia               | Betty Curtis       | Al Di Là                     | 12    | 5         |